# El Azizia (Algeria)
El Azizia è un comune dell'Algeria, situato nella provincia di Médéa.